# Fernanda Caro Blanco
Fernanda Caro Blanco és una política extremenya establerta a Mallorca des de l'any 1984. Va néixer a la província espanyola de Badajoz l'any 1962. Està afiliada a Esquerra Unida de les Illes Balears des de l'any 1995. L'any 2007, treballa de professora universitària de Treball Social a la Universitat de les Illes Balears.
L'any 2000, Francesc Antich la va nomenar consellera de Benestar del Govern Balear, càrrec que detengué fins a l'any 2003.